# Goniurosaurus varius
Goniurosaurus varius — вид геконоподібних ящірок родини еублефарових (Eublepharidae). Описаний у 2020 році.

## Поширення
Ендемік Китаю. Відомий лише у Національному заповіднику Наньлін в повіті Яншань у провінції Гуандун.